# Boucles de la Mayenne de 2023
A 48.ª edição da competição de ciclismo Boucles de la Mayenne foi uma corrida de ciclismo em estrada por etapas que se celebrou entre 25 e 28 de maio de 2023 na França com início na cidade de Saint-Pierre-des-Landes e final na cidade de Laval, sobre uma distância total de 537,6 quilómetros.
A corrida fez parte do do UCI ProSeries de 2023, calendário ciclístico mundial de segunda divisão, dentro da categoria UCI 2.pro e foi vencida pelo espanhol Oier Lazkano do Movistar. Completaram o pódio, como segundo e terceiro classificado respectivamente, os franceses Arnaud Démare do Groupama-FDJ e Axel Zingle do Cofidis.

## Equipas participantes
Tomaram parte na corrida 21 equipas: 6 de categoria UCI WorldTeam convidados pela organização, 11 de categoria UCI ProTeam e 4 de categoria Continental. Formaram assim um pelotão de 122 ciclistas dos que acabaram 112. As equipas participantes foram:
| Equipes WorldTeam (6)- AG2R Citroën Team - Cofidis - Groupama-FDJ - Movistar Team - Arkéa-Samsic - UAE Team Emirates Equipes ProTeam (11)- Bingoal WB - Burgos-BH - Caja Rural-Seguros RGA - Equipo Kern Pharma - Human Powered Health - Lotto Dstny - Q36.5 Pro Cycling Team - Team Flanders-Baloise - TotalEnergies - Tudor Pro Cycling Team - Uno-X Pro Cycling Team Equipes Continentais (4)- CIC U Nantes Atlantique - Van Rysel-Roubaix Lille Métropole - Nice Métropole Côte d'Azur - Saint Michel-Mavic-Auber 93 |
| |

## Percorrido
A Boucles de la Mayenne dispôs de 3 etapas dividido e um prólogo, para um percurso total de 537,6 quilómetros.
| Etapa   | Data    | Percurso                                     | type                      | Distância (km) | Elevação (m) | Vencedor        | Líder geral  |
| ------- | ------- | -------------------------------------------- | ------------------------- | -------------- | ------------ | --------------- | ------------ |
| Prólogo | 25 mai. | Laval – Laval                                | contrarrelógio individual | 4,1            | 51 m         | Ivo Oliveira    | Ivo Oliveira |
| 1       | 26 mai. | Saint-Mars-sur-Colmont – Lassay-les-Châteaux | etapa escarpada           | 185,2          | 2 414 m      | Oier Lazkano    | Oier Lazkano |
| 2       | 27 mai. | Saint-Berthevin – Meslay-du-Maine            | etapa plana               | 181,3          | 1 165 m      | Arnaud Démare   | Oier Lazkano |
| 3       | 28 mai. | Montsûrs – Laval                             | etapa escarpada           | 167            | 1 906 m      | Arvid de Kleijn | Oier Lazkano |

## Desenvolvimento da corrida

### Prólogo
| Laval - Laval | contrarrelógio individual | (4,1 km) |

| \| Classificação por etapas \| Classificação por etapas \| Classificação por etapas \| Classificação por etapas \| Classificação por etapas \| \| Ciclista \| Ciclista \| Equipe \| Tempo \| \| \| ------------------------ \| ------------------------ \| ------------------------ \| ------------------------ \| ------------------------ \| \| 1. \| Ivo Oliveira \| UAE Team Emirates \| 5m17s \| \| \| 2. \| Axel Zingle \| Cofidis \| + 2s \| \| \| 3. \| Benoît Cosnefroy \| AG2R Citroën Team \| + 3s \| \| \| 4. \| Mathias Norsgaard \| Movistar Team \| + 4s \| \| \| 5. \| Maikel Zijlaard \| Tudor Pro Cycling Team \| + 6s \| \| \| 6. \| Arnaud Démare \| Groupama-FDJ \| + 6s \| \| \| 7. \| Lorenzo Germani \| Groupama-FDJ \| + 6s \| \| \| 8. \| Tom Bohli \| Tudor Pro Cycling Team \| + 7s \| \| \| 9. \| Ewen Costiou \| Arkéa-Samsic \| + 7s \| \| \| 10. \| Dries Van Gestel \| TotalEnergies \| + 7s \| \| |                   |                        |       |
| |                   |                        |       |
| Fonte: ProCyclingStats |                   |                        |       |
| Classificação por etapas |                   |                        |       |
| Ciclista | Ciclista          | Equipe                 | Tempo |
| 1. | Ivo Oliveira      | UAE Team Emirates      | 5m17s |
| 2. | Axel Zingle       | Cofidis                | + 2s  |
| 3. | Benoît Cosnefroy  | AG2R Citroën Team      | + 3s  |
| 4. | Mathias Norsgaard | Movistar Team          | + 4s  |
| 5. | Maikel Zijlaard   | Tudor Pro Cycling Team | + 6s  |
| 6. | Arnaud Démare     | Groupama-FDJ           | + 6s  |
| 7. | Lorenzo Germani   | Groupama-FDJ           | + 6s  |
| 8. | Tom Bohli         | Tudor Pro Cycling Team | + 7s  |
| 9. | Ewen Costiou      | Arkéa-Samsic           | + 7s  |
| 10. | Dries Van Gestel  | TotalEnergies          | + 7s  |

| \| Classificação geral \| Classificação geral \| Classificação geral \| Classificação geral \| Classificação geral \| \| Ciclista \| Ciclista \| Equipe \| Tempo \| \| \| ------------------- \| ------------------- \| ---------------------- \| ------------------- \| ------------------- \| \| 1. \| Ivo Oliveira \| UAE Team Emirates \| 5m17s \| \| \| 2. \| Axel Zingle \| Cofidis \| + 2s \| \| \| 3. \| Benoît Cosnefroy \| AG2R Citroën Team \| + 3s \| \| \| 4. \| Mathias Norsgaard \| Movistar Team \| + 4s \| \| \| 5. \| Maikel Zijlaard \| Tudor Pro Cycling Team \| + 6s \| \| \| 6. \| Arnaud Démare \| Groupama-FDJ \| + 6s \| \| \| 7. \| Lorenzo Germani \| Groupama-FDJ \| + 6s \| \| \| 8. \| Tom Bohli \| Tudor Pro Cycling Team \| + 7s \| \| \| 9. \| Ewen Costiou \| Arkéa-Samsic \| + 7s \| \| \| 10. \| Dries Van Gestel \| TotalEnergies \| + 7s \| \| |                   |                        |       |
| |                   |                        |       |
| Fonte: ProCyclingStats |                   |                        |       |
| Classificação geral |                   |                        |       |
| Ciclista | Ciclista          | Equipe                 | Tempo |
| 1. | Ivo Oliveira      | UAE Team Emirates      | 5m17s |
| 2. | Axel Zingle       | Cofidis                | + 2s  |
| 3. | Benoît Cosnefroy  | AG2R Citroën Team      | + 3s  |
| 4. | Mathias Norsgaard | Movistar Team          | + 4s  |
| 5. | Maikel Zijlaard   | Tudor Pro Cycling Team | + 6s  |
| 6. | Arnaud Démare     | Groupama-FDJ           | + 6s  |
| 7. | Lorenzo Germani   | Groupama-FDJ           | + 6s  |
| 8. | Tom Bohli         | Tudor Pro Cycling Team | + 7s  |
| 9. | Ewen Costiou      | Arkéa-Samsic           | + 7s  |
| 10. | Dries Van Gestel  | TotalEnergies          | + 7s  |

### 1.ª etapa
| Saint-Mars-sur-Colmont - Lassay-les-Châteaux | etapa escarpada | (185,2 km) |

| \| Classificação por etapas \| Classificação por etapas \| Classificação por etapas \| Classificação por etapas \| Classificação por etapas \| \| Ciclista \| Ciclista \| Equipe \| Tempo \| \| \| ------------------------ \| ------------------------ \| --------------------------------- \| ------------------------ \| ------------------------ \| \| 1. \| Oier Lazkano \| Movistar Team \| 4h33m37s \| \| \| 2. \| Célestin Guillon \| Van Rysel-Roubaix Lille Métropole \| + 31s \| \| \| 3. \| Jacob Hindsgaul Madsen \| Uno-X Pro Cycling Team \| + 32s \| \| \| 4. \| Arnaud Démare \| Groupama-FDJ \| + 41s \| \| \| 5. \| Sandy Dujardin \| TotalEnergies \| + 41s \| \| \| 6. \| Axel Zingle \| Cofidis \| + 41s \| \| \| 7. \| Milan Menten \| Lotto Dstny \| + 41s \| \| \| 8. \| Clément Venturini \| AG2R Citroën Team \| + 41s \| \| \| 9. \| Jon Barrenetxea \| Caja Rural-Seguros RGA \| + 41s \| \| \| 10. \| Manuel Peñalver \| Burgos-BH \| + 41s \| \| |                        |                                   |          |
| |                        |                                   |          |
| Fonte: ProCyclingStats |                        |                                   |          |
| Classificação por etapas |                        |                                   |          |
| Ciclista | Ciclista               | Equipe                            | Tempo    |
| 1. | Oier Lazkano           | Movistar Team                     | 4h33m37s |
| 2. | Célestin Guillon       | Van Rysel-Roubaix Lille Métropole | + 31s    |
| 3. | Jacob Hindsgaul Madsen | Uno-X Pro Cycling Team            | + 32s    |
| 4. | Arnaud Démare          | Groupama-FDJ                      | + 41s    |
| 5. | Sandy Dujardin         | TotalEnergies                     | + 41s    |
| 6. | Axel Zingle            | Cofidis                           | + 41s    |
| 7. | Milan Menten           | Lotto Dstny                       | + 41s    |
| 8. | Clément Venturini      | AG2R Citroën Team                 | + 41s    |
| 9. | Jon Barrenetxea        | Caja Rural-Seguros RGA            | + 41s    |
| 10. | Manuel Peñalver        | Burgos-BH                         | + 41s    |

| \| Classificação geral \| Classificação geral \| Classificação geral \| Classificação geral \| Classificação geral \| \| Ciclista \| Ciclista \| Equipe \| Tempo \| \| \| ------------------- \| ---------------------- \| --------------------------------- \| ------------------- \| ------------------- \| \| 1. \| Oier Lazkano \| Movistar Team \| 4h34m23s \| \| \| 2. \| Ivo Oliveira \| UAE Team Emirates \| + 42s \| \| \| 3. \| Jacob Hindsgaul Madsen \| Uno-X Pro Cycling Team \| + 44s \| \| \| 4. \| Axel Zingle \| Cofidis \| + 44s \| \| \| 5. \| Benoît Cosnefroy \| AG2R Citroën Team \| + 45s \| \| \| 6. \| Célestin Guillon \| Van Rysel-Roubaix Lille Métropole \| + 48s \| \| \| 7. \| Arnaud Démare \| Groupama-FDJ \| + 48s \| \| \| 8. \| Ewen Costiou \| Arkéa-Samsic \| + 49s \| \| \| 9. \| Dries Van Gestel \| TotalEnergies \| + 49s \| \| \| 10. \| Sandy Dujardin \| TotalEnergies \| + 50s \| \| |                        |                                   |          |
| |                        |                                   |          |
| Fonte: ProCyclingStats |                        |                                   |          |
| Classificação geral |                        |                                   |          |
| Ciclista | Ciclista               | Equipe                            | Tempo    |
| 1. | Oier Lazkano           | Movistar Team                     | 4h34m23s |
| 2. | Ivo Oliveira           | UAE Team Emirates                 | + 42s    |
| 3. | Jacob Hindsgaul Madsen | Uno-X Pro Cycling Team            | + 44s    |
| 4. | Axel Zingle            | Cofidis                           | + 44s    |
| 5. | Benoît Cosnefroy       | AG2R Citroën Team                 | + 45s    |
| 6. | Célestin Guillon       | Van Rysel-Roubaix Lille Métropole | + 48s    |
| 7. | Arnaud Démare          | Groupama-FDJ                      | + 48s    |
| 8. | Ewen Costiou           | Arkéa-Samsic                      | + 49s    |
| 9. | Dries Van Gestel       | TotalEnergies                     | + 49s    |
| 10. | Sandy Dujardin         | TotalEnergies                     | + 50s    |

### 2.ª etapa
| Saint-Berthevin - Meslay-du-Maine | etapa plana | (181,3 km) |

| \| Classificação por etapas \| Classificação por etapas \| Classificação por etapas \| Classificação por etapas \| Classificação por etapas \| \| Ciclista \| Ciclista \| Equipe \| Tempo \| \| \| ------------------------ \| ------------------------ \| ------------------------ \| ------------------------ \| ------------------------ \| \| 1. \| Arnaud Démare \| Groupama-FDJ \| 4h05m42s \| \| \| 2. \| Milan Menten \| Lotto Dstny \| + 0s \| \| \| 3. \| Arvid de Kleijn \| Tudor Pro Cycling Team \| + 0s \| \| \| 4. \| Tord Gudmestad \| Uno-X Pro Cycling Team \| + 0s \| \| \| 5. \| Matteo Malucelli \| Bingoal WB \| + 0s \| \| \| 6. \| Jason Tesson \| TotalEnergies \| + 0s \| \| \| 7. \| Axel Zingle \| Cofidis \| + 0s \| \| \| 8. \| Dries Van Gestel \| TotalEnergies \| + 0s \| \| \| 9. \| Manuel Peñalver \| Burgos-BH \| + 0s \| \| \| 10. \| Clément Venturini \| AG2R Citroën Team \| + 0s \| \| |                   |                        |          |
| |                   |                        |          |
| Fonte: ProCyclingStats |                   |                        |          |
| Classificação por etapas |                   |                        |          |
| Ciclista | Ciclista          | Equipe                 | Tempo    |
| 1. | Arnaud Démare     | Groupama-FDJ           | 4h05m42s |
| 2. | Milan Menten      | Lotto Dstny            | + 0s     |
| 3. | Arvid de Kleijn   | Tudor Pro Cycling Team | + 0s     |
| 4. | Tord Gudmestad    | Uno-X Pro Cycling Team | + 0s     |
| 5. | Matteo Malucelli  | Bingoal WB             | + 0s     |
| 6. | Jason Tesson      | TotalEnergies          | + 0s     |
| 7. | Axel Zingle       | Cofidis                | + 0s     |
| 8. | Dries Van Gestel  | TotalEnergies          | + 0s     |
| 9. | Manuel Peñalver   | Burgos-BH              | + 0s     |
| 10. | Clément Venturini | AG2R Citroën Team      | + 0s     |

| \| Classificação geral \| Classificação geral \| Classificação geral \| Classificação geral \| Classificação geral \| \| Ciclista \| Ciclista \| Equipe \| Tempo \| \| \| ------------------- \| ---------------------- \| --------------------------------- \| ------------------- \| ------------------- \| \| 1. \| Oier Lazkano \| Movistar Team \| 8h40m05s \| \| \| 2. \| Arnaud Démare \| Groupama-FDJ \| + 38s \| \| \| 3. \| Ivo Oliveira \| UAE Team Emirates \| + 40s \| \| \| 4. \| Axel Zingle \| Cofidis \| + 41s \| \| \| 5. \| Milan Menten \| Lotto Dstny \| + 43s \| \| \| 6. \| Jacob Hindsgaul Madsen \| Uno-X Pro Cycling Team \| + 43s \| \| \| 7. \| Sandy Dujardin \| TotalEnergies \| + 45s \| \| \| 8. \| Benoît Cosnefroy \| AG2R Citroën Team \| + 45s \| \| \| 9. \| Célestin Guillon \| Van Rysel-Roubaix Lille Métropole \| + 48s \| \| \| 10. \| Ewen Costiou \| Arkéa-Samsic \| + 49s \| \| |                        |                                   |          |
| |                        |                                   |          |
| Fonte: ProCyclingStats |                        |                                   |          |
| Classificação geral |                        |                                   |          |
| Ciclista | Ciclista               | Equipe                            | Tempo    |
| 1. | Oier Lazkano           | Movistar Team                     | 8h40m05s |
| 2. | Arnaud Démare          | Groupama-FDJ                      | + 38s    |
| 3. | Ivo Oliveira           | UAE Team Emirates                 | + 40s    |
| 4. | Axel Zingle            | Cofidis                           | + 41s    |
| 5. | Milan Menten           | Lotto Dstny                       | + 43s    |
| 6. | Jacob Hindsgaul Madsen | Uno-X Pro Cycling Team            | + 43s    |
| 7. | Sandy Dujardin         | TotalEnergies                     | + 45s    |
| 8. | Benoît Cosnefroy       | AG2R Citroën Team                 | + 45s    |
| 9. | Célestin Guillon       | Van Rysel-Roubaix Lille Métropole | + 48s    |
| 10. | Ewen Costiou           | Arkéa-Samsic                      | + 49s    |

### 3.ª etapa
| Montsûrs - Laval | etapa escarpada | (167 km) |

| \| Classificação por etapas \| Classificação por etapas \| Classificação por etapas \| Classificação por etapas \| Classificação por etapas \| \| Ciclista \| Ciclista \| Equipe \| Tempo \| \| \| ------------------------ \| ------------------------- \| ------------------------ \| ------------------------ \| ------------------------ \| \| 1. \| Arvid de Kleijn \| Tudor Pro Cycling Team \| 3h55m22s \| \| \| 2. \| Arnaud Démare \| Groupama-FDJ \| + 0s \| \| \| 3. \| Axel Zingle \| Cofidis \| + 0s \| \| \| 4. \| Stian Fredheim \| Uno-X Pro Cycling Team \| + 0s \| \| \| 5. \| Milan Menten \| Lotto Dstny \| + 0s \| \| \| 6. \| Gonzalo Serrano Rodríguez \| Movistar Team \| + 0s \| \| \| 7. \| Nicolò Parisini \| Q36.5 Pro Cycling Team \| + 0s \| \| \| 8. \| Manuel Peñalver \| Burgos-BH \| + 0s \| \| \| 9. \| Pierre Gautherat \| AG2R Citroën Team \| + 0s \| \| \| 10. \| Matteo Malucelli \| Bingoal WB \| + 0s \| \| |                           |                        |          |
| |                           |                        |          |
| Fonte: ProCyclingStats |                           |                        |          |
| Classificação por etapas |                           |                        |          |
| Ciclista | Ciclista                  | Equipe                 | Tempo    |
| 1. | Arvid de Kleijn           | Tudor Pro Cycling Team | 3h55m22s |
| 2. | Arnaud Démare             | Groupama-FDJ           | + 0s     |
| 3. | Axel Zingle               | Cofidis                | + 0s     |
| 4. | Stian Fredheim            | Uno-X Pro Cycling Team | + 0s     |
| 5. | Milan Menten              | Lotto Dstny            | + 0s     |
| 6. | Gonzalo Serrano Rodríguez | Movistar Team          | + 0s     |
| 7. | Nicolò Parisini           | Q36.5 Pro Cycling Team | + 0s     |
| 8. | Manuel Peñalver           | Burgos-BH              | + 0s     |
| 9. | Pierre Gautherat          | AG2R Citroën Team      | + 0s     |
| 10. | Matteo Malucelli          | Bingoal WB             | + 0s     |

## Classificações finais
- As classificações finalizaram da seguinte forma:[5]

### Classificação geral
| \| Classificação geral \| Classificação geral \| Classificação geral \| Classificação geral \| Classificação geral \| \| Ciclista \| Ciclista \| Equipe \| Tempo \| \| \| ------------------- \| ---------------------- \| ---------------------- \| ------------------- \| ------------------- \| \| 1. \| Oier Lazkano \| Movistar Team \| 12h35m30s \| \| \| 2. \| Arnaud Démare \| Groupama-FDJ \| + 29s \| \| \| 3. \| Axel Zingle \| Cofidis \| + 33s \| \| \| 4. \| Ivo Oliveira \| UAE Team Emirates \| + 38s \| \| \| 5. \| Milan Menten \| Lotto Dstny \| + 40s \| \| \| 6. \| Jacob Hindsgaul Madsen \| Uno-X Pro Cycling Team \| + 43s \| \| \| 7. \| Sandy Dujardin \| TotalEnergies \| + 45s \| \| \| 8. \| Benoît Cosnefroy \| AG2R Citroën Team \| + 45s \| \| \| 9. \| Mathias Norsgaard \| Movistar Team \| + 46s \| \| \| 10. \| Clément Venturini \| AG2R Citroën Team \| + 47s \| \| |                        |                        |           |
| |                        |                        |           |
| Fonte: ProCyclingStats |                        |                        |           |
| Classificação geral |                        |                        |           |
| Ciclista | Ciclista               | Equipe                 | Tempo     |
| 1. | Oier Lazkano           | Movistar Team          | 12h35m30s |
| 2. | Arnaud Démare          | Groupama-FDJ           | + 29s     |
| 3. | Axel Zingle            | Cofidis                | + 33s     |
| 4. | Ivo Oliveira           | UAE Team Emirates      | + 38s     |
| 5. | Milan Menten           | Lotto Dstny            | + 40s     |
| 6. | Jacob Hindsgaul Madsen | Uno-X Pro Cycling Team | + 43s     |
| 7. | Sandy Dujardin         | TotalEnergies          | + 45s     |
| 8. | Benoît Cosnefroy       | AG2R Citroën Team      | + 45s     |
| 9. | Mathias Norsgaard      | Movistar Team          | + 46s     |
| 10. | Clément Venturini      | AG2R Citroën Team      | + 47s     |

### Classificação da montanha
| Classificação da montanha | Classificação da montanha | Classificação da montanha         | Classificação da montanha | Classificação da montanha |
| Ciclista                  | Ciclista                  | Equipe                            | Pontos                    |                           |
| ------------------------- | ------------------------- | --------------------------------- | ------------------------- | ------------------------- |
| 1.                        | Jacob Hindsgaul Madsen    | Uno-X Pro Cycling Team            | 45 pts                    |                           |
| 2.                        | Marco Tizza               | Bingoal WB                        | 26 pts                    |                           |
| 3.                        | Flavien Maurelet          | Saint Michel-Mavic-Auber 93       | 16 pts                    |                           |
| 4.                        | Célestin Guillon          | Van Rysel-Roubaix Lille Métropole | 15 pts                    |                           |
| 5.                        | Maximilien Juillard       | Van Rysel-Roubaix Lille Métropole | 9 pts                     |                           |
| 6.                        | Maël Guégan               | CIC U Nantes Atlantique           | 9 pts                     |                           |
| 7.                        | Oier Lazkano              | Movistar Team                     | 8 pts                     |                           |
| 8.                        | Jon Barrenetxea           | Caja Rural-Seguros RGA            | 8 pts                     |                           |
| 9.                        | Ewen Costiou              | Arkéa-Samsic                      | 6 pts                     |                           |
| 10.                       | Samuel Leroux             | Van Rysel-Roubaix Lille Métropole | 6 pts                     |                           |

### Classificação dos pontos
| Classificação por pontos | Classificação por pontos | Classificação por pontos          | Classificação por pontos | Classificação por pontos |
| Ciclista                 | Ciclista                 | Equipe                            | Pontos                   |                          |
| ------------------------ | ------------------------ | --------------------------------- | ------------------------ | ------------------------ |
| 1.                       | Arnaud Démare            | Groupama-FDJ                      | 69 pts                   |                          |
| 2.                       | Axel Zingle              | Cofidis                           | 62 pts                   |                          |
| 3.                       | Milan Menten             | Lotto Dstny                       | 48 pts                   |                          |
| 4.                       | Arvid de Kleijn          | Tudor Pro Cycling Team            | 41 pts                   |                          |
| 5.                       | Oier Lazkano             | Movistar Team                     | 37 pts                   |                          |
| 6.                       | Ivo Oliveira             | UAE Team Emirates                 | 29 pts                   |                          |
| 7.                       | Jacob Hindsgaul Madsen   | Uno-X Pro Cycling Team            | 28 pts                   |                          |
| 8.                       | Sandy Dujardin           | TotalEnergies                     | 27 pts                   |                          |
| 9.                       | Célestin Guillon         | Van Rysel-Roubaix Lille Métropole | 24 pts                   |                          |
| 10.                      | Manuel Peñalver          | Burgos-BH                         | 21 pts                   |                          |

### Classificação por equipas
| Classificação por equipes | Classificação por equipes         | Classificação por equipes | Classificação por equipes |
| Equipe                    | Equipe                            | Tempo                     |                           |
| ------------------------- | --------------------------------- | ------------------------- | ------------------------- |
| 1.                        | Movistar Team                     | 37h48m26s                 |                           |
| 2.                        | Groupama-FDJ                      | + 32s                     |                           |
| 3.                        | TotalEnergies                     | + 34s                     |                           |
| 4.                        | Arkéa-Samsic                      | + 39s                     |                           |
| 5.                        | Van Rysel-Roubaix Lille Métropole | + 43s                     |                           |
| 6.                        | Uno-X Pro Cycling Team            | + 45s                     |                           |
| 7.                        | Q36.5 Pro Cycling Team            | + 56s                     |                           |
| 8.                        | Bingoal WB                        | + 1m01s                   |                           |
| 9.                        | Burgos-BH                         | + 1m02s                   |                           |
| 10.                       | Equipo Kern Pharma                | + 1m03s                   |                           |

## Evolução das classificações
| Etapa   |                           | Vencedor _      | Classificação geral | Prêmio por pontos | Prêmio de montanha     | Juventude       | Equipes _         |
| ------- | ------------------------- | --------------- | ------------------- | ----------------- | ---------------------- | --------------- | ----------------- |
| Prólogo | contrarrelógio individual | Ivo Oliveira    | Ivo Oliveira        | Ivo Oliveira      | não atribuído          | Maikel Zijlaard | AG2R Citroën Team |
| 1       | etapa escarpada           | Oier Lazkano    | Oier Lazkano        | Oier Lazkano      | Jacob Hindsgaul Madsen | Oier Lazkano    | Movistar Team     |
| 2       | etapa plana               | Arnaud Démare   | Oier Lazkano        | Arnaud Démare     | Jacob Hindsgaul Madsen | Oier Lazkano    | Movistar Team     |
| 3       | etapa escarpada           | Arvid de Kleijn | Oier Lazkano        | Arnaud Démare     | Jacob Hindsgaul Madsen | Oier Lazkano    | Movistar Team     |
| Final   | Final                     |                 | Oier Lazkano        | Arnaud Démare     | Jacob Hindsgaul Madsen | Oier Lazkano    | Movistar Team     |

## UCI World Ranking
A Boucles de la Mayenne outorgou pontos para o UCI World Ranking para corredores das equipas nas categorias UCI WorldTeam, UCI ProTeam e Continental. As seguintes tabelas são o barómetro de pontuação e os dez corredores que obtiveram mais pontos:
| Posição             | 1.º | 2.º | 3.º | 4.º | 5.º | 6.º | 7.º | 8.º | 9.º | 10.º | 11.º | 12.º | 13.º | 14.º | 15.º | 16.º-30.º | 31.º-40.º |
| Classificação geral | 200 | 150 | 125 | 100 | 85  | 70  | 60  | 50  | 40  | 35   | 30   | 25   | 20   | 15   | 10   | 5         | 3         |
| Por etapa           | 20  | 15  | 10  | 5   | 3   |     |     |     |     |      |      |      |      |      |      |           |           |
| Líder               | 5   |     |     |     |     |     |     |     |     |      |      |      |      |      |      |           |           |

| Classificação |                        |                                   |       |       |       |       |
| Posição       | Ciclista               | Equipa                            | Geral | Etapa | Líder | Total |
| ------------- | ---------------------- | --------------------------------- | ----- | ----- | ----- | ----- |
| 1.º           | Oier Lazkano           | Movistar                          | 200   | 20    | 10    | 230   |
| 2.º           | Arnaud Démare          | Groupama-FDJ                      | 150   | 40    | -     | 190   |
| 3.º           | Axel Zingle            | Cofidis                           | 125   | 25    | -     | 150   |
| 4.º           | Ivo Oliveira           | UAE Emirates                      | 100   | 20    | 5     | 125   |
| 5.º           | Milan Menten           | Lotto Dstny                       | 85    | 18    | -     | 103   |
| 6.º           | Jacob Hindsgaul Madsen | Uno-X                             | 70    | 10    | -     | 80    |
| 7.º           | Sandy Dujardin         | TotalEnergies                     | 60    | 3     | -     | 63    |
| 8.º           | Benoît Cosnefroy       | AG2R Citroën                      | 50    | 10    | -     | 60    |
| 9.º           | Mathias Norsgaard      | Movistar                          | 40    | 5     | -     | 45    |
| 10.º          | Célestin Guillon       | Van Rysel-Roubaix Lille Métropole | 30    | 15    | -     | 45    |